# Jimmy Kébé
Jimmy Boubou Kébé (ur. 19 stycznia 1984 w Vitry-sur-Seine, Francja) – malijski piłkarz grający na pozycji pomocnika. Trzykrotnie wystąpił w reprezentacji Mali.